# Ammophila aberti
Ammophila aberti är en biart som beskrevs av Samuel Stehman Haldeman 1852.
Ammophila aberti ingår i släktet Ammophila och familjen grävsteklar. Inga underarter finns listade i Catalogue of Life.